# Nick Pope
Nick Pope (sinh ngày 19 tháng 9 năm 1965) là một nhà báo và nhà bình luận truyền thông tự do người Anh. Ông là một nhân viên tại Bộ Quốc phòng của Chính phủ Anh (MoD) từ năm 1991 đến năm 1994. Pope có nhiều nhiệm vụ tại MOD liên quan đến các hoạt động RAF phi tác chiến. Một trong những trách nhiệm của ông là điều tra hiện tượng UFO để xác định xem chúng có bất kỳ ý nghĩa phòng thủ nào không. Về sau ông chuyển đến sống tại Mỹ vào tháng 1 năm 2012.

## Bộ Quốc phòng
Pope làm việc trong Bộ Quốc phòng từ năm 1991 đến năm 1994 trong một bộ phận Ban Thư ký (Bộ Tham mưu Không quân) được gọi là Sec (AS) 2a, trong đó nhiệm vụ của ông bao gồm điều tra các báo cáo về những trường hợp nhìn thấy UFO, để xem liệu chúng có bất kỳ ý nghĩa phòng thủ nào không.
Vào thời điểm đó, trong khi Bộ Quốc phòng tuyên bố rằng "vẫn hoàn toàn cởi mở về sự tồn tại hay nói cách khác là các dạng sống ngoài Trái Đất", nó cũng tuyên bố rằng không có bằng chứng nào cho thấy bất kỳ trường hợp nhìn thấy UFO nào gây ra bất kỳ mối đe dọa nào đối với Vương quốc Anh hoặc rằng chúng có nguồn gốc ngoài hành tinh. Rõ ràng từ tài liệu mà Pope đã viết khi còn ở MoD rằng ông không chia sẻ quan điểm của MoD là những lời giải thích thông thường có thể được tìm thấy cho tất cả các trường hợp nhìn thấy UFO.
Chức vụ cuối cùng của Pope ở trong MoD là cho Giám đốc An ninh Quốc phòng. Năm 2009, MoD tuyên bố rằng những trường hợp nhìn thấy UFO sẽ không còn được điều tra nữa.

## Công việc truyền thông
Tháng 11 năm 2006, Pope tuyên bố rằng "Hồ sơ X của chính phủ đã bị đóng cửa". Ông tiếp tục nghiên cứu và điều tra với tư cách cá nhân và hiện đang làm nhà báo tự do và nhà bình luận truyền thông, bao gồm các chủ đề như những sự kiện bí ẩn, thuyết âm mưu, không gian, khoa học viễn tưởng và khoa học ngoại biên.
Ông còn làm việc cho một số công ty điện ảnh và các cơ quan PR, thúc đẩy việc phát hành các bộ phim khoa học viễn tưởng.
Ngày 24 tháng 6 năm 2013, ông xuất hiện trên chương trình hài kịch của IGN Up At Noon để quảng bá cho tựa game The Bureau: XCOM Declassified.
Năm 2015, ông xuất hiện trong nhiều tập của phim UFOs Declassified, phát sóng trên kênh History Television của Canada, Yesterday của Anh, và Smithsonian Channel ở Mỹ.

## Sách
Open Skies, Closed Minds là cuốn tự tuyện của Pope kể về mối quan tâm của ông đối với UFO học. Nó cung cấp một cái nhìn tổng quan về hiện tượng UFO, với sự nhấn mạnh vào chuyến công tác ba năm của Pope tại Bộ Quốc phòng, nơi ông chịu trách nhiệm điều tra những vụ chứng kiến UFO và bất kỳ tác động nào mà chúng có thể gây ra đối với quốc phòng của Anh. Pope cũng thảo luận về chính trị xung quanh cách mà những người trong chính phủ và quân đội nhìn thấy hiện tượng UFO. Năm 1997, ông đã phát hành một cuốn sách thứ hai về các chủ đề tương tự có tên The Uninvited. Cuốn sách Encounter in Rendlesham Forest: The Inside Story of the World's Best-Documented UFO Incident do ông viết chung với hai cựu sĩ quan Không quân Mỹ là John Burroughs và Jim Penniston, được Thomas Dunne Books xuất bản vào tháng 4 năm 2014.
Pope has còn viết thêm hai cuốn tiểu thuyết khoa học viễn tưởng là Operation Thunder Child và phần tiếp theo của nó là Operation Lightning Strike.

## Báo chí
Pope cũng viết cho trang web tin tức thay thế trực tuyến Neonnettle là nơi ông nói về các chủ đề và tin tức hiện tại cũng như tài liệu dựa trên UFO trên chuyên mục hai tuần một lần.